# Hussein Al-Sadiq
Hussein Jawad Al-Sadiq (en árabe: حسين جواد الصادق‎, nacido el 15 de octubre de 1973) es un exfutbolista saudita. Jugaba de guardameta y su último club fue el Al Ittihad de Arabia Saudita.
Al-Sadiq desarrolló su carrera en varios clubes, entre los que se encuentran Al-Qadisiya y Al Ittihad. Además, fue internacional absoluto por la Selección de fútbol de Arabia Saudita y disputó tanto los Juegos Olímpicos de 1996 como las Copas Mundiales de la FIFA de 1994 y 1998.

## Trayectoria

### Clubes
| Club         | País           | Año         |
| ------------ | -------------- | ----------- |
| Al Qadisiyah | Arabia Saudita | 1991 - 1998 |
| Al Ittihad   | Arabia Saudita | 1998 - 2007 |

### Selección nacional
| Selección | País           | Año         |
| --------- | -------------- | ----------- |
| Sub-20    | Arabia Saudita | 1993        |
| Sub-23    | Arabia Saudita | 1996        |
| Absoluta  | Arabia Saudita | 1993 - 1999 |

## Estadísticas

### Selección nacional
Fuente:
| Selección de Arabia Saudita | Selección de Arabia Saudita | Selección de Arabia Saudita |
| Año                         | Part.                       | Goles                       |
| --------------------------- | --------------------------- | --------------------------- |
| 1993                        | 3                           | 0                           |
| 1994                        | 4                           | 0                           |
| 1995                        | 3                           | 0                           |
| 1996                        | 3                           | 0                           |
| 1997                        | 3                           | 0                           |
| 1998                        | 3                           | 0                           |
| 1999                        | 1                           | 0                           |
| Total                       | 20                          | 0                           |

#### Vallas invictas internacionales
| No | Fecha                   | Sede                 | Oponente      | Resultado | Competición                                          |
| -- | ----------------------- | -------------------- | ------------- | --------- | ---------------------------------------------------- |
| 1. | 24 de abril de 1993     | Singapur             | Nueva Zelanda | 1-0       | Partido amistoso                                     |
| 2. | 29 de diciembre de 1994 | Riad, Arabia Saudita | Zambia        | 1-0       | Partido amistoso                                     |
| 3. | 4 de febrero de 1996    | Riad, Arabia Saudita | Yemen         | 1-0       | Eliminatorias para la Copa Asiática 1996             |
| 4. | 31 de marzo de 1997     | Yeda, Arabia Saudita | China Taipéi  | 6-0       | Eliminatorias para la Copa Mundial de Fútbol de 1998 |

#### Participaciones en fases finales
| Torneo                                     | Sede                   | Resultado        | Partidos | Goles |
| ------------------------------------------ | ---------------------- | ---------------- | -------- | ----- |
| Campeonato Mundial Juvenil de la FIFA 1993 | Australia              | Primera fase     | 3        | 0     |
| Copa Mundial de Fútbol de 1994             | Estados Unidos         | Octavos de final | 0        | 0     |
| Copa Rey Fahd 1995                         | Arabia Saudita         | Primera fase     | 2        | 0     |
| Juegos Olímpicos de 1996                   | Atlanta                | Primera fase     | 3        | 0     |
| Copa Asiática 1996                         | Emiratos Árabes Unidos | Campeón          | 0        | 0     |
| Copa Confederaciones 1997                  | Arabia Saudita         | Primera fase     | 0        | 0     |
| Copa Mundial de Fútbol de 1998             | Francia                | Primera fase     | 0        | 0     |
| Copa Confederaciones 1999                  | México                 | Cuarto puesto    | 0        | 0     |

## Palmarés

### Títulos nacionales
| Título                         | Club         | País           | Año  |
| ------------------------------ | ------------ | -------------- | ---- |
| Copa del Príncipe de la Corona | Al Qadisiyah | Arabia Saudita | 1992 |
| Copa Federación Saudita        | Al Qadisiyah | Arabia Saudita | 1994 |
| Liga Profesional Saudita       | Al Ittihad   | Arabia Saudita | 1999 |
| Copa Federación Saudita        | Al Ittihad   | Arabia Saudita | 1999 |
| Liga Profesional Saudita       | Al Ittihad   | Arabia Saudita | 2000 |
| Liga Profesional Saudita       | Al Ittihad   | Arabia Saudita | 2001 |
| Copa del Príncipe de la Corona | Al Ittihad   | Arabia Saudita | 2001 |
| Liga Profesional Saudita       | Al Ittihad   | Arabia Saudita | 2003 |
| Copa del Príncipe de la Corona | Al Ittihad   | Arabia Saudita | 2004 |
| Liga Profesional Saudita       | Al Ittihad   | Arabia Saudita | 2007 |

### Títulos internacionales
| Título                             | Club (*)       | Sede      | Año  |
| ---------------------------------- | -------------- | --------- | ---- |
| Recopa de la AFC                   | Al Qadisiyah   | Al Kobhar | 1994 |
| Copa de Naciones del Golfo         | Arabia Saudita | Abu Dabi  | 1994 |
| Copa Asiática                      | Arabia Saudita | Abu Dabi  | 1996 |
| Copa de Naciones Árabe             | Arabia Saudita | Doha      | 1998 |
| Copa de Clubes Campeones del Golfo | Al Ittihad     | Yeda      | 1999 |
| Recopa de la AFC                   | Al Ittihad     | Tokio     | 1999 |
| Liga de Campeones de la AFC        | Al Ittihad     | Seongnam  | 2004 |
| Liga de Campeones Árabe            | Al Ittihad     | Yeda      | 2005 |
| Liga de Campeones de la AFC        | Al Ittihad     | Yeda      | 2005 |

(*) Incluyendo la Selección